# Bakushū
Bakushū (麦秋, Bakushū, lit. "Época de colheita da cevada") (Brasil: Também Fomos Felizes/Portugal: Verão Prematuro) é um filme de drama japonês de 1951, dirigido por Yasujirō Ozu. Como a maioria dos filmes de pós-guerra de Ozu, Bakushū trata de questões que vão desde problemas de comunicação entre gerações até a crescente liberdade das mulheres no Japão. A trama gira em torno de Noriko, que vive contente em uma família extensa que inclui seus pais e a família de seu irmão, mas tudo isso muda com a visita de um tio que lembra a todos eles de tentarem casá-la.

## Sinopse
Noriko, uma secretária que trabalha em Tóquio, mora em Kamakura, Kanagawa, e convive com a extensa família Mamiya, que inclui seus pais Shūkichi e Shige, seu irmão mais velho, e um, médico, Kōichi, sua esposa Fumiko e seus dois filhos pequenos, Minoru e Isamu.
Seu tio idoso chega e lembra a todos os familiares que Noriko, já com 28 anos, deveria se casar. No trabalho, o chefe de Noriko, Satake, recomenda um encontro para ela com seu amigo de quarenta anos, o Sr. Manabe, empresário e jogador de golfe. Os amigos de Noriko são divididos em dois grupos - os casados e os solteiros - que provocam uns aos outros sem parar, sendo Aya Tamura sua aliada mais próxima no grupo de solteiros. A família de Noriko gentilmente pressiona Noriko a aceitar o proposta de casamento feita por Satake, concordando que é hora de ela se casar e acreditando que esse acordo é bom para alguém de sua idade.
O seu amigo de infância, Kenkichi Yabe, médico, viúvo e pai de uma filha pequena, se encontra com Noriko e os dois acabam por tomar chá juntos, onde ele lhe dá um feixe de trigo. O maço é um presente de seu irmão que foi morto durante a Segunda Guerra Mundial e que pediu a Yabe que o entregasse a Noriko caso ele não voltasse. Mais tarde, Yabe é enviado para Akita, no norte de Honshu. Por Akita ser considera uma cidade mais rural, Noriko e Aya zombam do sotaque da região. No entanto, quando a mãe de Yabe, Tami, impulsivamente pede a Noriko que se case com seu filho e os acompanhem a nova cidade, Noriko concorda. Quando Noriko revela sua nova decisão, os Mamiya ficam silenciosamente arrasados. Eles insinuam para ela que essa nova proposta de casamento é ruim. Mas mesmo assim, a família é forçada a conviver com essa decepção e com Noriko teimando em continuar com o novo pretendente.
A família aceita gradualmente, e com uma silenciosa resignação, a escolha de Noriko, mas antes que ela se mude, todos se juntam para tirar uma foto. Por mais que estejam tristes, os pais de Noriko se consolam um ao outro com o fato de Noriko e Kenkichi voltarem para Tóquio dentro de alguns anos, completando a família mais uma vez. Enquanto isso, seus pais decidem se mudar para uma região rural como uma forma de ficarem com o tio idoso de Noriko. Na cena final, os pais de Noriko a observam passar por uma estrada rural em seu vestido de noiva, onde tudo isso ocorre em um campo de cevada amadurecendo.

## Elenco

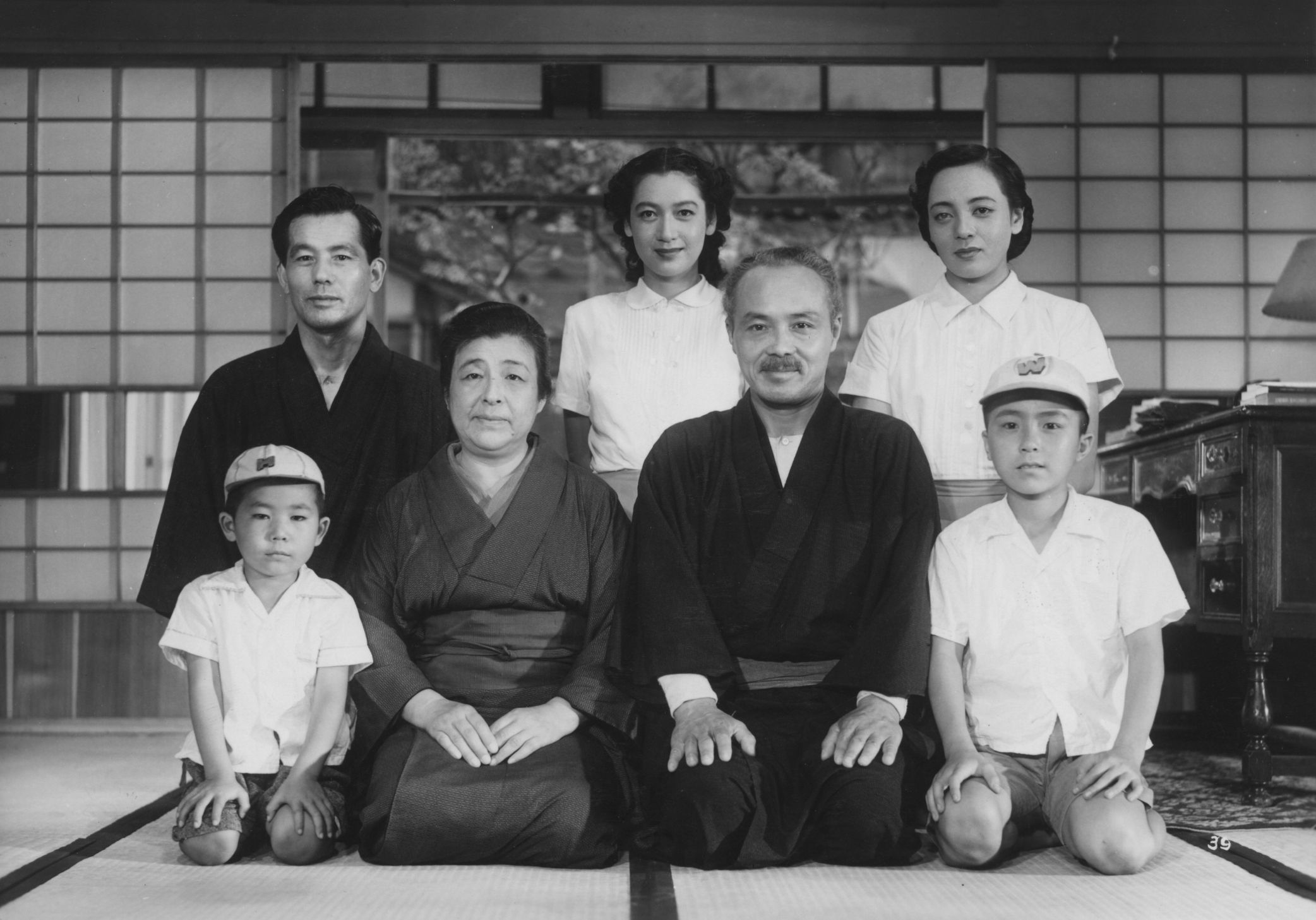
Cena do filme com os principais integrantes da família de Noriko (Setusko Hara)

| Ator               | Papel         |
| ------------------ | ------------- |
| Setsuko Hara       | Noriko        |
| Chishū Ryū         | Koichi        |
| Chikage Awashima   | Aya Tamura    |
| Kuniko Miyake      | Fumiko        |
| Ichiro Sugai       | Shūkichi      |
| Chieko Higashiyama | Shige Mamiya  |
| Haruko Sugimura    | Tami Yabe     |
| Seiji Miyaguchi    | Nishiwaki     |
| Shuji Sano         | Sotaro Satake |

## Recepção
Bakushū ainda é avaliada positivamente por muitos críticos até os dias de hoje. O Rotten Tomatoes calculou 100% de aprovação com base em 11 críticas, com uma nota média de 8,90/10. O site agregador de críticas They Shoot Pictures, Don't They considerou-o como um dos 1.000 filmes mais aclamados da história. Em 2009, o filme foi classificado em 106º lugar na lista dos Maiores Filmes Japoneses de Todos os Tempos pela revista de cinema japonesa Kinema Junpo.

## Lançamento em DVD
Em 2004, a Criterion Collection re-lançou o filme sob formato digital e em alta definição, com imagem e som restaurados e com uma nova tradução de legendas em inglês. Também foram incluídos o trailer promocional original, um comentário em áudio de Donald Richie intitulado Os Filmes de Ozu por Detrás dos Bastidores, uma conversa sobre Ozu e seus métodos de direção com a colaboração do ator mirim e técnico de som Kojirō Suematsu, o assistente de câmera Takashi Kawamata e o produtor de Ozu, Shizuo Yamanouchi, com ensaios de David Bordwell e Jim Jarmusch.
Em 2010, o BFI lançou um outro DVD (Blu-ray + DVD), desta vez em alta definição. Está incluído neste lançamento uma apresentação em definição padrão de Shukujo wa nani wo wasureta ka?